# مزرعه چکاوک‌ها
مزرعه چکاوک‌ها (ارمنی: Արտույտների ագարակը؛ ایتالیایی: La Masseria Delle Allodole) یک فیلم درام ایتالیایی است که با اقتباس از رمانی به همین نام نوشته آنتونیا آرسالان توسط پائولو و ویتوریو تاویانی کارگردانی شده است و در سال ۲۰۰۷ منتشر شد. این فیلم دربارهٔ نسل‌کشی ۱٫۵ میلیون ارمنی توسط دولت ترکان عثمانی در دوره جنگ جهانی اول می‌باشد.

## بازیگران
- پاز وگا
- موریتس بلایبتروی
- آلساندرو پرتسیوزی
- آنجلا مولینا
- چکی کاریو
- آندری دوسولیه
- لائورا افریکیان
- آرسینه خانجیان
- هریستو شوپوف
- محمد بکری
- هریستو ژیوکوف
- ایتسخاک فینتسی
- ماریانو ریجیلو
- یوانی سیچو